# Aumale (métro de Bruxelles)
Pour les articles homonymes, voir Aumale.
Aumale est une station de la ligne 5 du métro de Bruxelles située à Bruxelles, sur la commune d'Anderlecht.

## Situation
La station est située sous la rue d'Aumale, dont elle tire son nom.
Elle est située entre les stations Saint-Guidon et Jacques Brel sur la ligne 5.

## Histoire
Mise en service le 6 octobre 1982.
La rue du même nom a été nommée ainsi en souvenir du duc Charles Ier d'Aumale exilé à Bruxelles (où il termina sa vie), par le roi Henri IV de France. Il possédait à cet endroit un château de plaisance, dont les dernières traces ont été rasées en 1884 et dont les caves ont été redécouvertes lors de la construction du métro.

## Service aux voyageurs

### Accès
La station compte deux accès :
- Accès no 1 : côté sud, square Emile Vander Bruggen (équipé d'un escalator) ;
- Accès no 2 : côté nord, place du Repos (équipé d'un escalator et d'un ascenseur à proximité).

### Quais
La station est de conception classique, avec deux voies encadrées par deux quais latéraux.

### Intermodalité
La station est desservie par la ligne 90 des autobus de Bruxelles et par les lignes de bus 136 et 620 du réseau De Lijn.

## Œuvre d'art
La station est ornée d'une fresque appelée Metrorama 78 et réalisée par l'artiste belge Jean-Paul Laenen, représentant divers quartiers de Bruxelles pendant les travaux de creusement des tunnels du métro. On y voit représentées quelques maisons bruxelloises typiques de la rue de Douvres et du quartier situé entre cette dernière et la place de la Résistance. On y voit également la fontaine de la place de Brouckère ainsi que la station de métro Saint Guidon en construction.

## À proximité
- La tour de brassage des anciennes Brasseries Atlas, construite en 1926. Le site, établi à cet endroit dès 1912, a été démantelé vers 1980.
- La station est proche du Parc Forestier.